# ناصر محمد العثمان
ناصر محمد العثمان الفخرو (مواليد 1939) صحفي ومؤلف قطري. كان مدير سابق لإدارة الثقافة والفنون وهي وكالة حكومية لم تعد قادرة على الإشراف على التنمية الثقافية في قطر. كما شغل منصب رئيس تحرير صحيفة الراية اليومية ويعزى إليه إنشاء أول محطة إذاعية في قطر.

## التعليم
بدأ العثمان دراسته الابتدائية في عام 1949. درس في لبنان من 1952 إلى 1961 وتخرج من الكلية الدولية في بيروت.

## المسيرة المهنية
بعد عودته من لبنان شغل العثمان عدة مناصب في وزارة التربية والتعليم بدءا من عام 1962. شغل منصب رئيس برنامج اليونسكو للوزارة وعين مدير تحرير مجلة التعليم وهي مجلة نشرتها إدارة فرعية من وزارة التربية والتعليم تسمى لجنة قطر الوطنية للتعليم والثقافة والعلوم. يعزى إلى مشاركته في تشكيل أول محطة إذاعية في قطر في عام 1965. في عام 1970 أشرف على أول معرض دولي للكتاب يقام في قطر. منح عضوية اللجنة التأسيسية لمتحف قطر الوطني عام 1973.
في عام 1977 تم تعيينه مديرا للإدارة الفرعية لوزارة الإعلام قسم الثقافة والفنون. خلال فترة ولايته أشرف على افتتاح أول معرض فني في قطر.
في عام 1978 شارك في تأسيس شركة الخليج للنشر والطباعة الشركة الأم للصحف غلف تايمز ونظيرها العربي الراية. انضم إلى الراية كرئيس تحرير في عام 1979.
نشر الكتاب بأيديهم العارية: قصة صناعة النفط في قطر في عام 1984. ينقسم الكتاب إلى أربعة أجزاء رئيسية مع عدة فصول. في الجزء الأول تتم مناقشة الخلفية التاريخية لقطر والأيام الأولى لاستكشاف النفط. يتم إجراء مقابلات مع عمال حقول النفط ووصفهم في الجزء الثاني. يتناول الجزء الثالث تأميم صناعة النفط في قطر وتوقعاتها المستقبلية. الأهم من ذلك الكتاب يعيد نشر العديد من الاتفاقات في مجملها في العديد من الملاحق في الجزء الرابع.
أصبح أول صحفي قطري يسمح له بدخول الاتحاد السوفييتي في عام 1985. انفصل عن الراية في عام 1986 وانضم إلى صحيفة الشرق بعد ثلاث سنوات. انتخب أمينا عاما لجمعية الخليج للصحافة في عام 2005. انتخب لاحقا في المجلس الاستشاري لمركز الدوحة لحرية الإعلام وهو القطري الوحيد في مجلس يتألف من عشرة أعضاء.